# فلاديمير يوفانوفيتش
فلاديمير يوفانوفيتش (بالصربية: Владимир Јовановић)‏ (و. 1833 – 1922 م) هو عالم اقتصاد، وصحفي، وأستاذ جامعي، من صربيا، ولد في شاباتس، كان عضوًا في الأكاديمية الصربية للعلوم والفنون، توفي في بلغراد، عن عمر يناهز 89 عاماً.